# J

J의 필기체

J, j(jay 제이[*] [dʒeɪ])는 로마 문자의 열 번째 글자이다.

## 역사
로마 시대 언어에서 I가 모음 앞에서 오면 닿소리로 내서 읽던 것을 J라는 글자를 새로 만들게 되었다.
| 셈조어 문자 '팔' | 페니키아 문자 요드 | 그리스 문자 요타 | 에트루리아 문자 I | 로마 문자 I | 로마 문자 J | 로마 문자 J      |
| 셈조어 문자 '팔' | 페니키아 문자 요드 | 그리스 문자 요타 | 에트루리아 문자 I | 로마 문자 I | 로마 문자 J | 로마 문자최신 Jj |

## 이름
j를 경구개 접근음 (/j/)으로 발음하는 언어에서는 j를 '요트'(jot, 독일어), '요드'(jod, 노르웨이어), '예'(jé, 체코어) 등으로 부른다.

## 발음
- 경구개 접근음(/j/): 아프리칸스어, 체코어, 덴마크어, 네덜란드어, 에스토니아어, 핀란드어, 헝가리어, 아이슬란드어, 알바니아어, 라트비아어, 리투아니아어 등
- 유성 경구개 파열음(/ɟ/): 요루바어, 월로프어, 줄라어
- 유성 후치경 마찰음(/ʒ/): 프랑스어, 카탈루냐어, 쿠르드어, 포르투갈어, 루마니아어, 라딘어, 르완다어, 아이티어, 콩고의 모노어
- 유성 후치경 파찰음(/dʒ/): 말레이어, 이보어, 야칸어, 야오어, 영어, 맨어, 오로모어, 소말리어, 투르크멘어, 줄루어
- 무성 연구개 마찰음(/x/): 촐어
- 무성 연구개 마찰음 또는 무성 성문 반찰음(/x~h/): 스페인어
- 무성 성문 반찰음(/h/): 유카텍 마야어, 와유어
- 무성 치경 파열음(/t/): 카이오와어

## 컴퓨터 부호
| 미리 보기      | J                      | J                      | j                    | j                    | ȷ                            | ȷ                            |
| -------------- | ---------------------- | ---------------------- | -------------------- | -------------------- | ---------------------------- | ---------------------------- |
| 유니코드 이름  | LATIN CAPITAL LETTER J | LATIN CAPITAL LETTER J | LATIN SMALL LETTER J | LATIN SMALL LETTER J | LATIN SMALL LETTER DOTLESS J | LATIN SMALL LETTER DOTLESS J |
| 인코딩         | 10진                   | 16진                   | 10진                 | 16진                 | 10진                         | 16진                         |
| 유니코드       | 74                     | U+004A                 | 106                  | U+006A               | 567                          | U+0237                       |
| UTF-8          | 74                     | 4A                     | 106                  | 6A                   | 200 183                      | C8 B7                        |
| 수치 문자 참조 | &#74;                  | &#x4A;                 | &#106;               | &#x6A;               | &#567;                       | &#x237;                      |
| EBCDIC 계열    | 209                    | D1                     | 145                  | 91                   |                              |                              |
| ASCII          | 74                     | 4A                     | 106                  | 6A                   |                              |                              |

## 쓰임
- J는 에너지 단위로 쓰이며, '줄'이라고 읽는다.
- j는 국제음성기호에서 경구개 접근음을 나타낸다.

## 관련 문자
- I
- Ј (키릴 문자)